# أنطونيو ديل فالي رويز
أنطونيو ديل فالي رويز (بالإسبانية: Antonio del Valle Ruiz)‏ هو شخصية أعمال مكسيكي، ولد في 1938م.